# Calosoma marginatus
Calosoma marginatus is een keversoort uit de familie van de loopkevers (Carabidae). De wetenschappelijke naam van de soort is voor het eerst geldig gepubliceerd in 1829 door Gebler.
De kever wordt 15 tot 18 millimeter groot en is brachypteer (kan niet vliegen).
De soort komt alleen voor in het oosten van Kazachstan en komt voor op een hoogte van ongeveer 1700 meter boven zeeniveau.